# Harro Schmidt (Künstler)

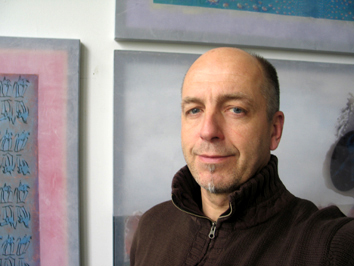
Harro Schmidt (2015)

Harro Schmidt (auch: Harro D. B. Schmidt; * 20. Juli 1957 in Großburgwedel) ist ein deutscher Bildender Künstler in den Bereichen Multimedia, Installationskunst und Malerei. Zudem ist er als Kurator tätig. Mit dem Hintergrundwissen zweier Diplomabschlüsse in Geologie/Paläontologie und Freier Kunst finden sich naturwissenschaftliche Aspekte sowohl in seinem künstlerischen Werk als auch in seiner kuratorischen Arbeit.

## Leben

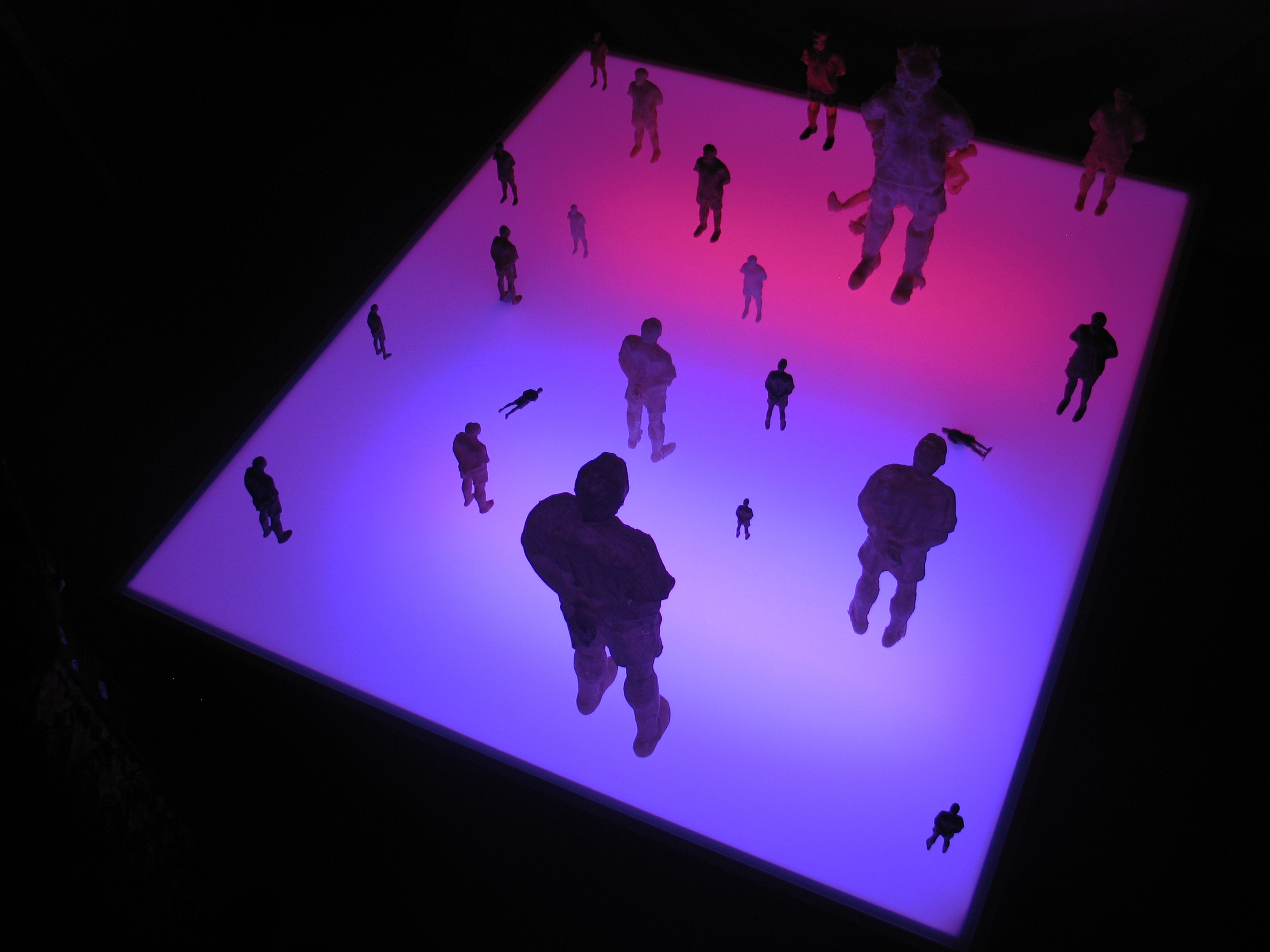
Lichtinstallation Ballack is back, 2008

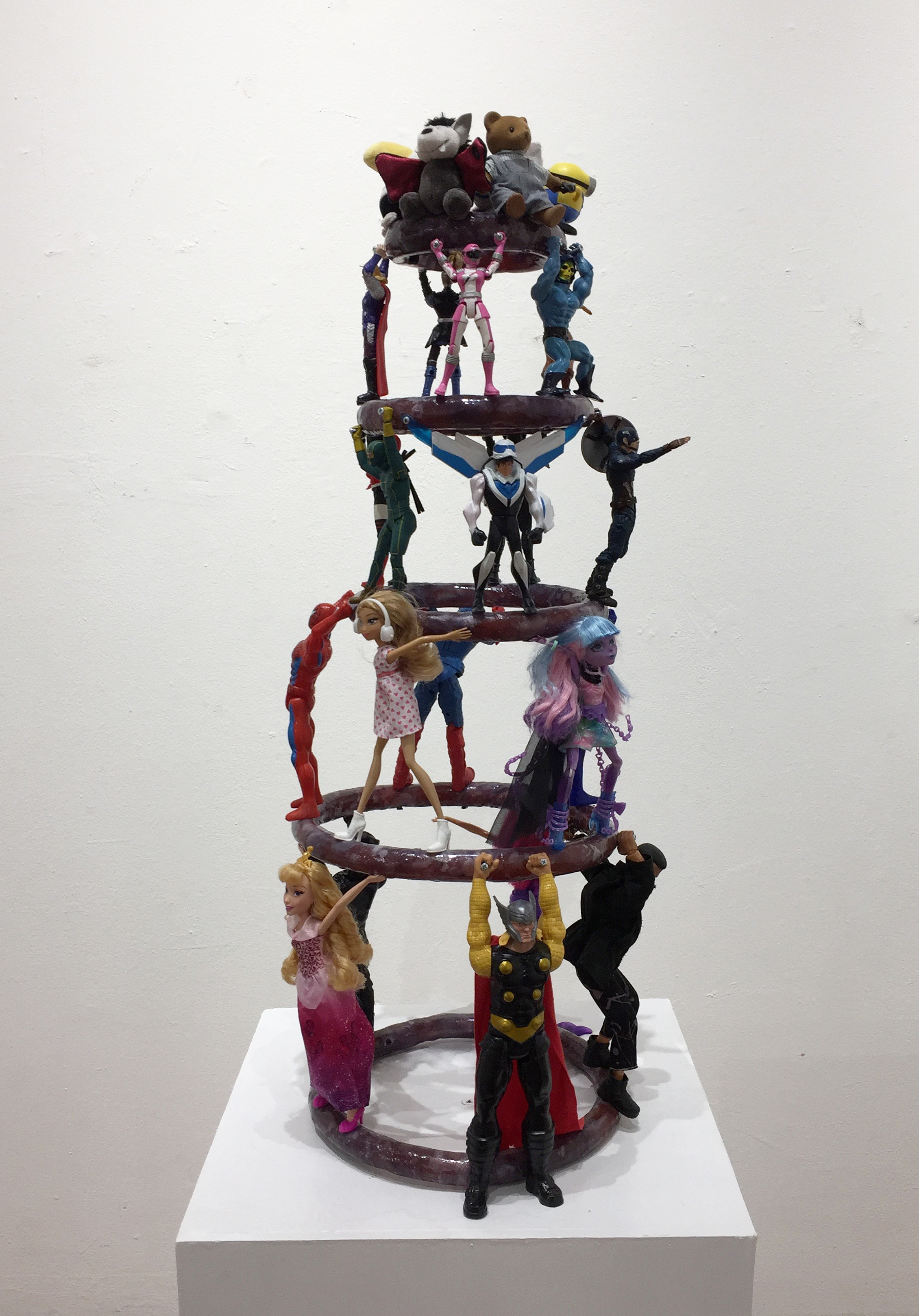
Installation Tower of Superpower, in der Bettfedernfabrik des Kulturzentrum Faust, 2016

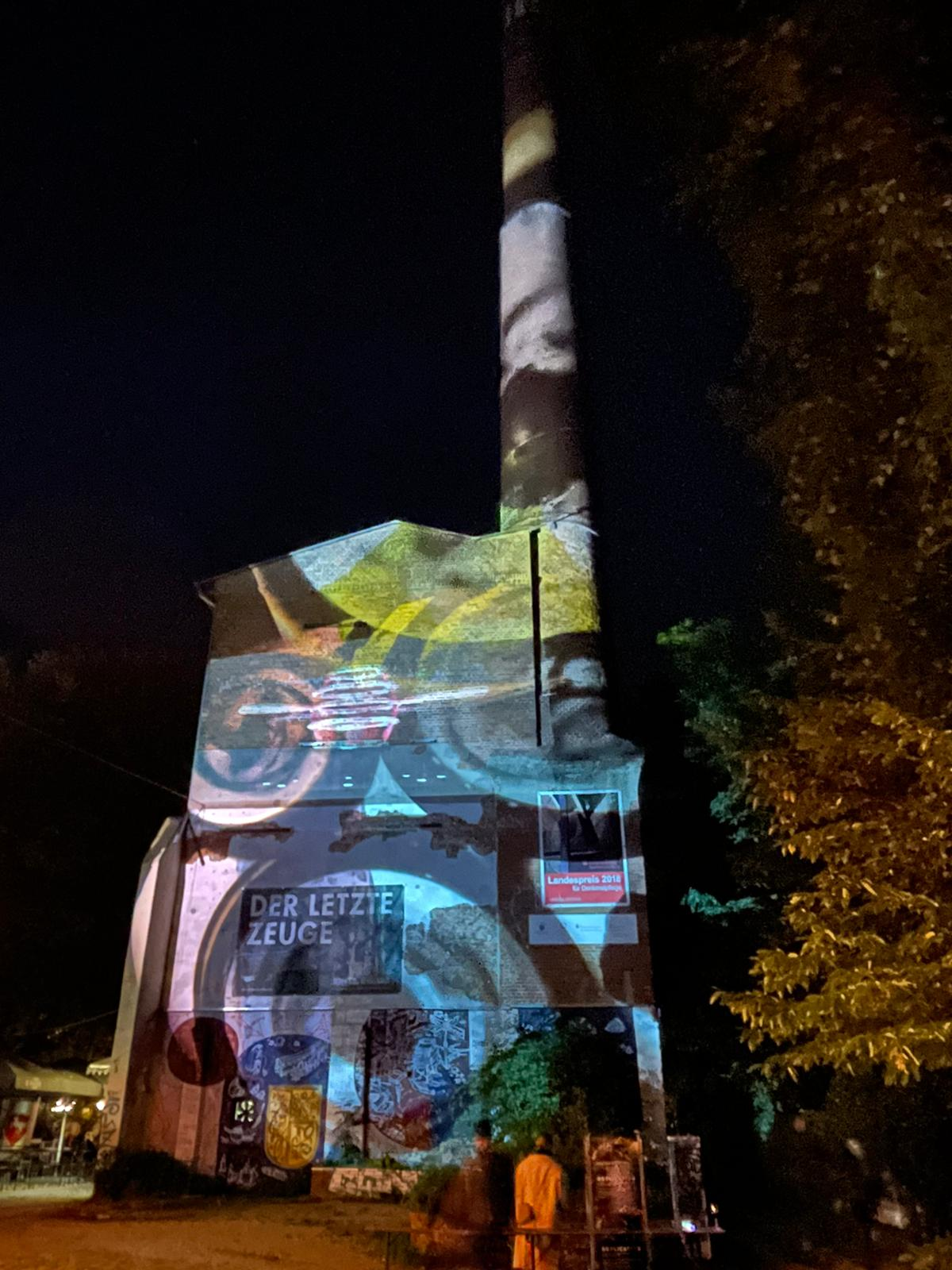
Ratten und Menschen als Lichtprojektionen am Kesselhaus des Kulturzentrum Faust, 2021

Harro Schmidt besuchte von 1971 bis 1977 das Georg-Büchner-Gymnasium in Seelze. Nach dem Abitur im Mai 1977 studierte Schmidt in Hannover von 1980 bis 1991 Freie Kunst an der Fachhochschule für Kunst und Design und parallel dazu Geologie und Paläontologie an der damaligen Universität Hannover. 1992 wurde er Meisterschüler bei Professor Ulrich Baehr. Im selben Jahr wurde er Preisträger für sein Copy-Art-Projekt im Wettbewerb um die Außenwandgestaltung des NDR-Messepavillons für die Cebit und die Industrie-Messe.
Als Künstler ist Schmidt seit den 1990er Jahren in zahlreichen Einzel- und Gruppenausstellungen in Europa, Amerika und Asien vertreten.
Ebenfalls Anfang der 1990er Jahre begann er seinen Ernst-August-Werkzyklus um die Reiterstatue des Landesvaters Ernst August I., einem der Könige von Hannover.
1993 gründete Schmidt die Kunsthalle Faust auf dem gleichnamigen Gelände des Kulturzentrums Faust in Hannover. Seit 1996 kuratiert Schmidt international ausgerichtete Kunstprojekte in der Ausstellungshalle sowie im In- und Ausland. Seit 2013 setzt er zudem seine Tätigkeit als Kurator und Direktor für den KV Kunsthalle Hannover e. V. fort.
2014 kuratierte Schmidt Shifting Africa – künstlerische Perspektiven aus der Subsahara in Hannover und auf der Mediations Biennale in Poznań.
2016 war Harro Schmidt einer der Kuratoren der OSTRALE (OSTRALE O16 error:x) in Dresden sowie einer der Katalog-Autoren. Ebenfalls 2016 war er einer der Kuratoren der 5th Mediations Biennale Poznań 2016 mit dem Titel Fundamental.
2018 kuratierte er IJacking Hannover – Festival für unsichtbare Kunst in Hannover, zusammen mit Arthur Clay sowie in Kooperation mit der Virtuale Switzerland.
2019 war er zusammen mit Tomasz Wendland Kurator des transnationalen Pavilion der allgemeinen bio und cyber Zukunft Pavilion 02 im Giudecca Art District während der Biennale Venedig in Italien.
2020 kuratierte er zusammen mit Darjush Danva die Ausstellung Bild-con-Text - die besten Deutschen Comics 2019 und Strategien des Narrativen in der zeitgenössischen Kunst in der Kunsthalle Faust in Hannover.
2021 zeigte Harro Schmidt zusammen mit Marjam Oskoui im Rahmen des Projekts California Dreams interaktive Medien-Arbeiten und Live-Streaming im Austausch zwischen (USA), Tijuana (MEX) und Hannover (GER).

## Einzel- und Gruppenausstellungen (Auswahl)
G = Gruppenausstellung; E = Einzelausstellung
- 2022: Water and Sand, Dunhuang-Projekt No. 1, Gravity Art Space, Shanghai, China (G)
- 2022: Symularis 4 – Lichtprojektionen, Galeria Elektrownia Czeiadz, Katowice, Polen (G)
- 2021: Symularis 3 – Lichtprojektionen, Trans-for-Matha Ensemble & Markus, Stockhausen, SMEAMuz Poznań, Polen (G)[10]
- 2021: arché - Architecture of Universe, Pavilion O3, MAMU Gallery, Budapest, Ungarn (G)[11]
- 2021: Spazieren gehen, Schloss Landestrost, Neustadt am Rübenberge (G)[12]
- 2021: Pavilion O3: Feedback Society, arché – Architecture of the Universe, Giudecca Art District zur 17. Architektur-Biennale Venedig, Italien (G)[13][14]
- 2021: Gewissheiten – nichts ist wie immer, Galerie konnektor – Forum für Künste, Hannover (G)[15]
- 2021: 20 Jahre ZAGREUS, Projekt-Galerie, Berlin (G)[16][17]
- 2021: REPLICATION, Lichtprojektionen am Kesselhaus Linden (G)[18]
- 2021: Standort_Bestimmung, Wasserturm Jamlitz (G)[19]
- 2020: 7. Mediations Biennale Poland 2020 „Event Horizon“, Warschau (G)[20][21][22]
- 2020: MEDEA - 8th interdisciplinary Symposium on Art, Science and Technology, Gallery of the Cyclades, Hermoupolis, Syros, Griechenland (G)[23]
- 2020: Pavillon 02, House of Arts in Opava, Pekařská, Tschechien
- 2019: Pavillon 02: (Far from Home), Giudecca Art District iRv. Biennale Venedig, Italien[24][25][26][27][28]
- 2019: Symualris, South Sour Water – Performance and Visual Art Festival, Taipeh, Taiwan
- 2019: Exotheric, Galerie-Etage Greenhouse Berlin

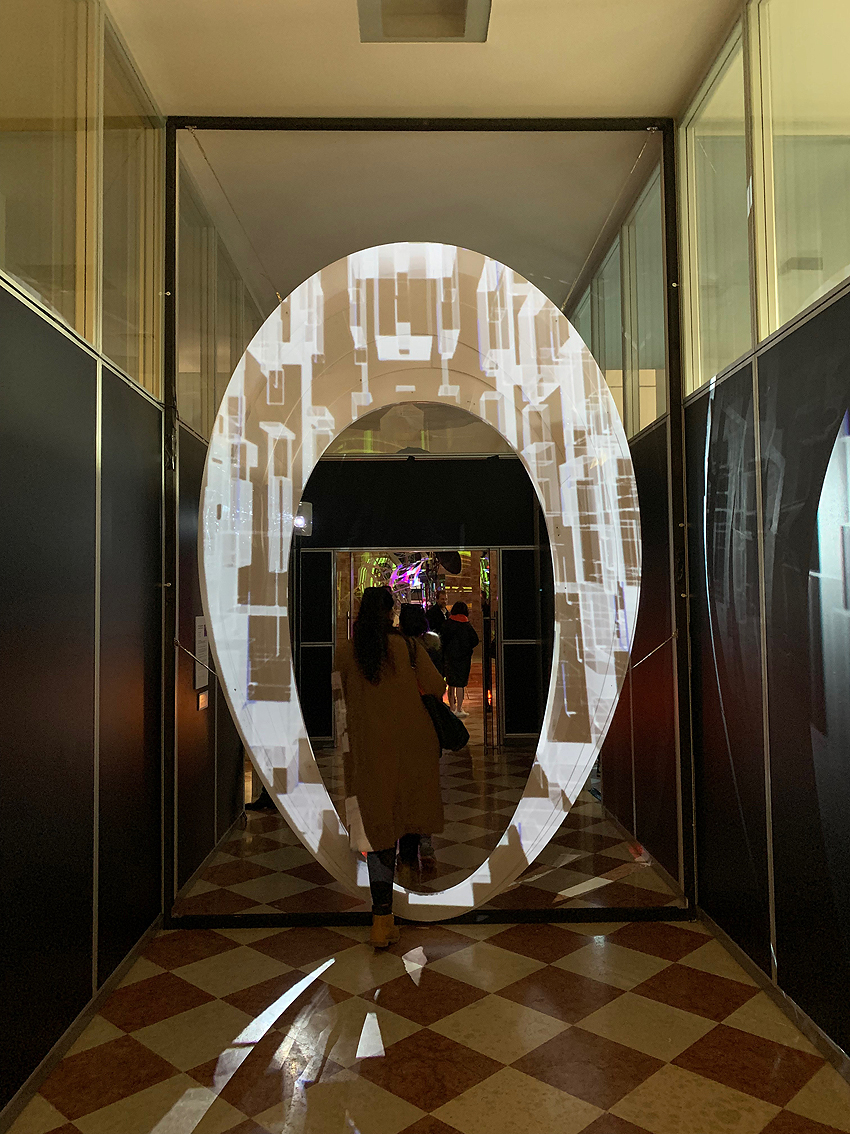
Far from Home, Installation, zur Biennale Venedig, 2019

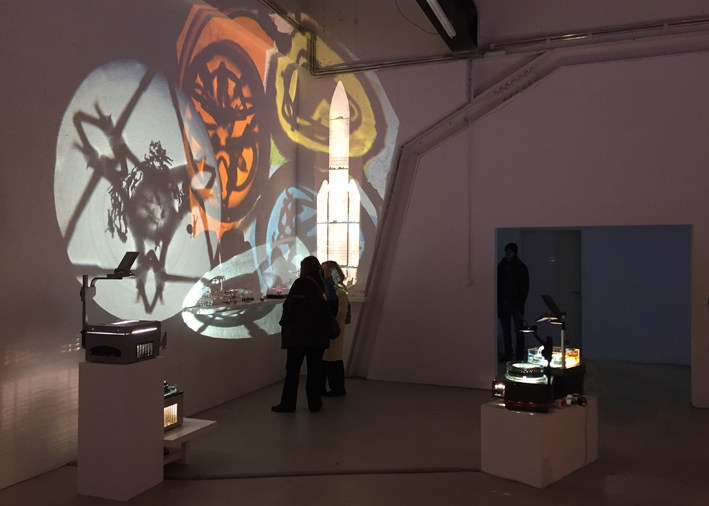
Durchquerung des Alls II in den Domagk Ateliers in München, 2019

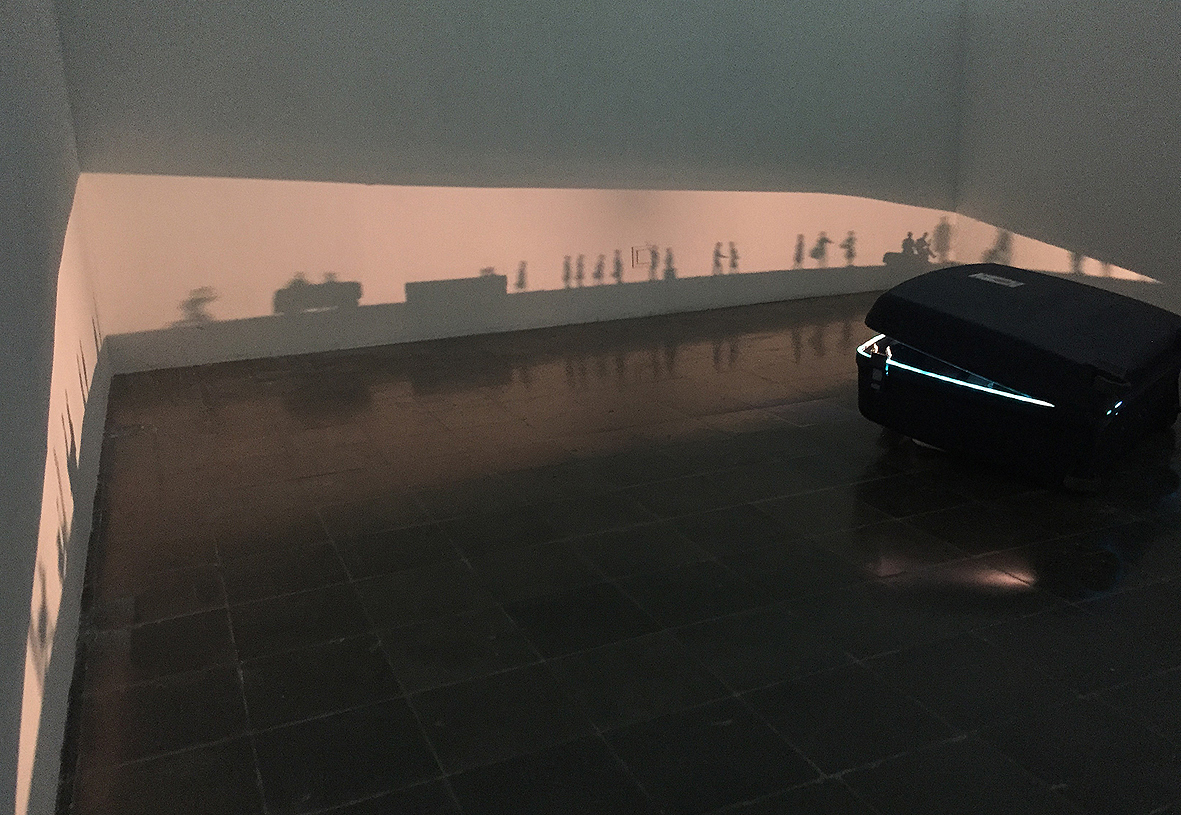
Cosmopolitain Suitcase, Schattenprojektion Biennale Yogyakarta, Indonesien, 2015

- 2019: Territorien II - Raum- und Grenzfragen multimedial (DdAlls II), Domagh Ateliers, Halle 50, München[29]
- 2018: Virtual Garden, Mediations Biennale, Poznań (G)[30][31]
- 2018: Florale, Kunst im öffentlichen Raum (KiöR), Berggarten Hannover (G)[32]
- 2018: IJacking, Augmented Reality – Festival, KiöR, Hannover (G)
- 2017: Konsens - kein konsens, a:b in.d., Städtische Galerie KUBUS, Hannover (G)[33]
- 2017: Attitude, chinesisch-deutsches multimedia Projekt, Shanghai Yun Art Center, China (G)[34]
- 2015: Hotel de Inmigrantes 5: Empty Garden, Biennale Nakanojo, Japan (G)[35]
- 2015: Hotel de Inmigrantes 6: Human Parallels, Biennale Yogyakarta, Indonesien (G)
- 2013: RAVY-Festival, Yaounde, Kamerun (G)
- 2013: Hotel de Inmigrantes 2: Consmopolitan Stranger, Manifesta 9, Hasselt, Belgien (G)
- 2013: Ammonshorn, Parkanlage der Stiftung Edelhof Ricklingen, Hannover (G)[36]
- 2012: Cabildo en el marco de la Bienal de Montevideo, Uruguay (G)
- 2011/12: five elements, Mt. Aso & Genesis 2 / 3 – GEO–Genesis, Mt. Unzen, Kumamoto, Japan (G)
- 2011: Thinking about. Me, Kunstraum 34, Stuttgart (E)[37]
- 2010: Lighting the Future, White Box Museum of Art, Beijing, China (G)
- 2010: Mediatorzy / Mediators, Nationalmuseum Warschau, Polen (G)[38]
- 2009: Laubenparcours, Hannover (G)[39][40]
- 2009: To each his own, MOCA Taipei, Taiwan (G)[41]
- 2008: Shifting Identity, Asian-European Media Art, Visual Production Space, Beijing, China (G)
- 2008: Biennale Fukushima, MMAC Festival Michima, JAPAN (G)
- 2007/08: Das Blut der Ahnen, ZAGREUS Projekt-Galerie, Berlin (E)
- 2007: Lichtinstallationen, Koppelschleuse Meppen (Flyer) (E)[42][43]
- 2006: Seitenwechsel, KiöR, Hannover (G)[44]
- 2005:* Two Asias, Two Europes, Duolun Museum of Modern Art, Shanghai, China (G)[45]
- 2004: ancestors, FusionArts Museum, New York, USA (E)
- 1999: Tao des Himmels – Tao der Erde, Museum of Contemporary Art Chengdu (MOCA Chengdu), Chengdu, China (E)[46]
- 1999: Claims (2), Kaliberg, Empelde (G)[47][48]
- 1996: Drifter, Herrenhäuser Turm, Hannover (E)[49]

## Kuration
- 2021: Raumzeit 21 - iRv. arché - Architecture of the Universe, anlässlich der Architekturbiennale Venezia, Giudecca Art District im Pavilion 0, Italien, Kuration Harro Schmidt und Tomasz Wendland[50]
- 2021: ARCHEtypus - Utopien sozialer Architektur, Interdisziplinäres Projekt mit künstlerischen Positionen zu urbanen Phänomenen, Bildtafeln des Deutschen Museums für Architekturgeschichte (DAM) Frankfurt zum Stil des Brutalismus und weiteren assoziierten Projekten, Kuration Harro Schmidt, Tomasz Wendland, Hong-John Lin und Filip Gajewski[51]
- 2021: California Dreams, Interaktive Medien-Arbeiten und Live-Streaming zwischen Los Angeles (USA), Tijuana (MEX) und Hannover (GER), Kuration Harro Schmidt und Mrjam Oskoui[52]
- 2020: Pavilion O2, Hannover, Multimediale Ausstellung in Kooperation mit der Mediation Biennale Foundation, Kuration Harro Schmidt und Tomasz Wendland[53]
- 2020: Bild-con-Text - die besten Deutschen Comics 2019 und Strategien des Narrativen in der zeitgenössischen Kunst, Kunsthalle Faust, Kuration Harro Schmidt und Darjush Danvar[54]
- 2019: Pavilion 02, transnationaler Pavilion der allgemeinen bio und cyber Zukunft, Giudecca Art District, Biennale Venedig, Italien, Kuration Harro Schmidt und Tomasz Wendland[55]
- 2019: FoodFuturesArt - alles, was über den Tisch geht!, ein internationales Multimedia- und Performance-Projekt zur Zukunft der Ernährung, Kunsthalle Faust und Galerie Konnektor, Kuratoren: Harro Schmidt, Dr. Norbert Nobis und Arthur Clay[56]
- 2019: Urban Spheres, eine multimediale Begegnung zwischen Künstlern aus Poznań, Stettin und Hannover, Kunsthalle Faust[57]
- 2019: Ankunft und Abschied - Gedächtnisausstellung Jens Hoff, Kuration zusammen mit Bettina Engelke[58]
- 2018: IJacking, Augmented Reality – Festival, KiöR, Hannover, zusammen mit der Virtuale Switzerland
- 2017: TERRITORIEN, Kunsthalle Faust, Hannover[59]
- 2017: BOONDOCKS III, Ein internationales Multimedia- und Performanceprojekt, Kunsthalle Faust und KiöR, Hannover[60]
- 2017: Simulacri 1 und 2, Kunsthalle Faust, Hannover und Galerie bipolar - Monopol, Leipzig[61]
- 2016: OSTRALE 016 error:x, KiöR, Dresden
- 2016: Fundamental, Mediations Bieannale 5, Poznań, Polen
- 2016: URBAN TOUCH, Kunsthalle Faust und KiöR, Hannover[62]
- 2016: Bullet Channel, Kunsthalle Faust, Hannover[63]
- 2016: DIGI-TALES II, Kunsthalle Faust, Hannover[64]
- 2015: BOONDOCKS II HANOVER, Kunsthalle Faust und Ihme-Zentrum, Hannover, zusammen mit Ann Seebach[65]
- 2014: Shifting Africa, Artistic views from the Sub-Sahara, Kunsthalle Faust, Hannover[66]
- 2014: When Nowhere Becomes Here, 'Mediations Biennale 4, Poznań, zusammen' mit Claus Friede, Jelili Atiku, Martin Baasch und Serge Olivier Fokoua[67]
- 2013: Schwerelos - Agravity, Multimedial art from Israel, Kunsthalle Faust und Wohnprojekt Stadtteilleben, Hannover, zusammen mit Drorit Gur Arie[68]
- 2013: Wald aus Wald, Kunsthalle Faust, Hannover[69]
- 2013: Crossing Space, eine Ausstellung im Rahmen des internationalen Projekts Hotel de Immigrantes, Wohnprojekt Stadtteilleben, Hannover, zusammen mit Tomasz Wendland
- 2012: Parallelwelten, Africa - Europe, Kunsthalle Faust, Hannover[70]
- 2012: Make Yourself At Home, Kunsthalle Faust, Hannover[71]
- 2012: JETLAG, chinesisch-deutsches Multimediaprojekt, HANNOVER MESSE und Kunsthalle Faust, Hannover, zusammen mit Peng Feng[72][73][74]
- 2012: GEO-GENESIS III, European – Japanese art intervention on vucanos at the 5th International UNESCO Conference on Geoparks, Unzen Museum, Shimabara, Japan, zusammen mit Arthur Clay und Aki. Wendland
- 2011: Do It, Kunsthalle Faust, Hannover, zusammen mit Umar Butt[75]
- 2011: GENESIS II, Street-Art Projekt in Takamori-Town, Provinz Kumamoto, Japan, zusammen mit Aki Wendland
- 2010: Lighting the Future, European Positions, White Box Museum, Beijing, China, zusammen mit Gu Zhenqing
- 2010/08: CRANE, Multimediale Kunst aus Frankreich Cháteau de Chervigny, Frankreich, Kunsthalle Faust, Hannover, zusammen mit J. Voguet[76]
- 2009: The Mona Collection, Kunsthalle Faust, Hannover, zusammen mit Tomasz Wendland[77]
- 2009: BOONDOCKS, Kunsthalle Faust und Galerie KUBUS, KiöR, Hannover zusammen mit Christiane Oppermann[78]
- 2009: VERMESSUNG, Kunsthalle Faust, Hannover, zusammen mit C. Korth, Kunsthalle Faust[79]
- 2008: Shifting Identity, Asian-European Media Art, Visual Production Space Beijing, China, zusammen mit Gu Zhenqing und Tomasz Wendland
- 2008: European Attitude, Zendai MOMA, Shanghai, China, zusammen mit Tomasz Wendland
- 2008: Schön-Schön, Multimediakunst aus Deutschland und Japan, Kunsthalle Faust, Hannover, zusammen mit Aki Wendland[80]
- 2008: JEAN TOCHE, The Impertinence of Raising Questions – the Pertinence of Breaking Doors, Kunsthalle Faust, Hannover, zusammen mit M. Reichelt
- 2008: Asian Gates, Positionen der Mediations Biennale Poznań 2008, Kunsthalle Faust, Hannover, zusammen mit Tomasz Wendland[81]
- 2007: Asia - Europe Mediations, National Museum Poznań (Muzeum Narodowe), Poznań, Polen, zusammen mit Tomasz Wendland und Shen Qibin
- 2006/7: Bon Voyage, Hannovers junge Kunstszene im Dialog mit multimedialer Kunst aus Rouen/Frankreich, Gallery Ecole Regionale des Beaux-Arts, Rouen, Galerie KUBUS und Kunsthalle Faust, Hannover, zusammen mit Christiane Oppermann
- 2006: inbetween, Woo Lim Galerie, Seoul, Korea, zusammen mit Tomasz Wendland
- 2006: Menschenbilder, Kunsthalle Faust, Hannover[82]
- 2005: Art Affair, Ausstellung und Auktion, Kunsthalle Faust, Hannover[83]
- 2005: Passages to Olymp, Sojo Galerie, Japan, zusammen mit Y. Saegusa und Tomasz Wendland
- 2005: RAUMFAHRT 3, Kunsthalle Faust, Hannover[84]
- 2005: Präsentation der Kunsthalle Faust auf dem 2. Berliner Kunstsalon, Arena, Berlin
- 2005: D.D.T.: Der große Parasit, Kunsthalle Faust, Hannover[85]
- 2005: Two Asias, Two Europes, Duolun Museum of Modern Art, Shanghai, China, zusammen mit Gu Zhenqing und Tomasz Wendland
- 2004: Wasser Brandung Feuer, Kunsthalle Faust, Hannover, zusammen mit Kain Karawahn[86]
- 2004: TierMensch - HUMANIMAL, Kunsthalle Faust, Hannover[87]
- 2004: MATCH, multimediale Positionen aus Poznań & Hannover, Kunsthalle Faust, Hannover[88]
- 2003: facing nature - inner spaces & return to nature, Senghua Arts Center Nanjing, China, zusammen mit Gu Zhenqing und Tomasz Wendland
- 2003: Vexierung, Kunsthalle Faust, Hannover[89]
- 2003: Metamorph, Kunsthalle Faust, Hannover[90]
- 2002: Die Beherrschung der Natur, Kunsthalle Faust, Hannover, zusammen mit Tomasz Wendland[91]
- 2001: …und nicht nur zur Weihnachtszeit, Altarbilder in der Gegenwartskunst, Kunsthalle Faust, Hannover[92]
- 2000: Ballance 2000, Kunsthalle Faust und Stadtwald, Hannover, zusammen mit R. Wiechering
- 1999: Realität und Schein, Mediale Kunst aus Moskau und Hannover, Kunsthalle Faust, Hannover, zusammen mit E. Kähne[93]

## Arbeiten im privaten und öffentlichen Sammlungen (Auswahl)
- Landeshauptstadt Hannover[4]
- Sammlung junge Kunst der Nord/LB[4]

## Kuratorische Publikationen (Auswahl)
- Pavilion O2 - transnational pavilion of a common bio and cyber future, Venezia 2019; Opava 2020, Hannover 2020, Tomasz Wendland u. Harro Schmidt (Hrsg.), Akademia Sztuki w Szczecinie 2020, ISBN 978-83-63072-55-1.
- Jens Hoff – Ankunft und Abschied, Katalog, Vorwort Bettina Engelke u. Harro Schmidt, Kunstverein Kunsthalle Hannover und Galerie Holbein4 (Hrsg.), 2019, ISBN 978-3-9821308-0-4.
- TERRITORIEN – Raum und Grenzfragen Multimedial, Katalog zur Ausstellung, Vorwort Eva Ruhland u. Harro Schmidt, icon Verlag, 2019, ISBN 978-3-928804-96-7, S. 3.
- Do Teraz – Until Now, In: artluk Magazin kwartalnik 2, Poznań, 2018, ISSN 1896-3676, INDEKS 228265, S. 81–83.
- Kunstverein Kunsthalle Hannover e. V. In: Hans-Jürgen Gaida (Hrsg.): Springendes Pferd – fliegender Drache. 35 Jahre Niedersachsen und China – auf den Spuren einer Erfolgsgeschichte. Isensee Verlag, Oldenburg 2017, ISBN 978-3-7308-1346-1, S. 196 ff.
- Die Wahrheit siegt in Katalog OSTRALE O´16 error x – anlässlich der 10. internationalen Ausstellung zeitgenössischer Künste in Dresden; 2016/S. 5; (Hrsg. Zentrum für zeitgenössische Kunst OSTRALE e. V.); ISBN 978-3-9818367-0-7.
- Boondocks II Hannover – Internationales Multimediaprojekt in der Kunsthalle Faust, Ihme-Zentrum, Ihme-Ufer, 2015, Ausstellungskatalog, 2016–2017 / 40 S. (Hrsg. KV Kunsthalle Hannover e. V.), Auflage 500
- Shifting Africa – künstlerische Perspektiven aus der Subsahara. In: When nowhere becomes here. 4. Mediations Biennale. Poznań 2014, ISBN 978-83-935963-1-7, S. 76–137
- Harro Schmidt über die Ausstellung Shifting Africa In: director’s cut, kunst:art Magazin, September 2014. Auflage 10.000
- Jetlag - chinesisch-deutsches multimediaprojekt Katalog im Rahmen des chinesischen Kulturjahrs in Deutschland u. anlässlich der Partnerschaft Chinas mit der Hannover Messe 2012 (Hrsg. Kunsthalle Faust e. V.); S. 107, Auflage 1.500
- Kunsthalle Faust, In: kunstfrühling 2011, S. 232 ff., Katalog anlässlich des Bremer kunstfrühlings. Herausgeber: Bremer Verband Bildender Künstlerinnen und Künstler, ISBN 978-3-88808-710-3
- AEM, Katalog zur Ausstellung Asia Europe Mediations in Poznań und Hannover 2008, Texte zu deutschen Künstler*innen. ISBN 83-923904-3-1, S. 9, S. 131, S. 148, S. 158, S. 168, S. 170, S. 274–28.
- Die Beherrschung der Natur – Facing Nature-Return to Nature, Katalogtext im Rahmen der Ausstellung/Katalog Return to Nature, Nanjing Shenghua Arts Center, China 2005/S. 29 (Hrsg. Gu Zhenqing) Auflage 1.200
- GIFT: TRUCIZNA – Kunst aus Poznan und Hannover Ausstellungskatalog, 1995/72 (Hrsg. Kulturverein AFKA e. V.)